# Langley (Hertfordshire)
Langley is een civil parish in het bestuurlijke gebied North Hertfordshire, in het Engelse graafschap Hertfordshire. In 2001 telde het dorp 164 inwoners.